# 尼古拉·波尔波拉

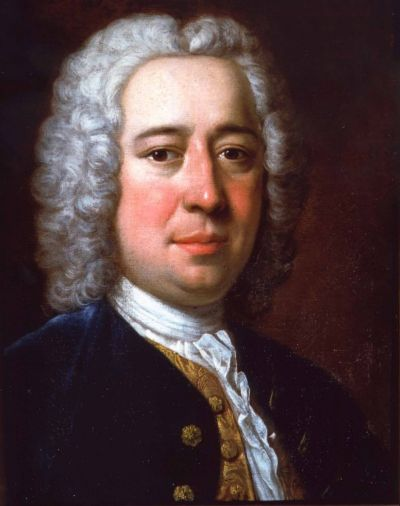
尼古拉·波尔波拉画像

尼古拉·安东尼奥·波尔波拉（義大利語：Nicola Antonio Porpora；1686年8月17日—1768年3月3日）是意大利巴洛克时期著名作曲家、声乐教育家。他最著名的声乐学生是阉伶法里内利。作曲家Matteo Capranica和约瑟夫·海顿也是他的学生。